# Аденома гипофиза
Адено́мы гипо́физа — опухоли железистой ткани гипофиза (развиваются из передней доли — аденогипофиза).

## Этиология
В большинстве случаев причина остаётся неустановленной. Определённое значение отводится последствиям черепно-мозговых травм, нейроинфекции, интоксикации, патологии беременности и родов, применению оральных контрацептивов.
Аденома гипофиза занимает лидирующую позицию из всех опухолевых заболеваний железы. Наиболее часто появляется аденома гипофиза у взрослых, но порой встречается и у детей, хотя и намного реже. Пик заболеваемости наблюдается у людей от 30 до 50 лет. Мужчины и женщины болеют с одинаковой частотой. На аденому гипофиза приходится шестая часть всех опухолей головного мозга. Очень часто опухоль протекает бессимптомно, поэтому выявляемость на 100 тыс. населения составляет всего 2 человека. Именно поэтому часто требуется операция по удалению аденомы, так как медикаментозные средства уже неэффективны.

## Патогенез
Процесс развития новообразования проходит несколько этапов. На каждом из этапов последовательно включаются определённые патогенетические механизмы. К примеру, генетические, аутокринные, гормональные, паракринные. Большую роль в патогенезе играют гипоталамические гормоны, а также факторы роста.
Существует интересная теория вторичного возникновения аденомы: первично: поражается гипоталамус, и, как следствие, происходит нарушение функции гипофиза. При воздействии рилизинг-гормонов гипоталамуса происходит повышенная стимуляция гипофиза, что приводит к избыточному росту железистых клеток, которые должны вырабатывать повышенное количество гормонов. Также существует и первичное повреждение гипофиза с образованием  аденомы.
Аденомы развиваются из предшествующего очага гиперплазии.

## Классификация
В международной классификации опухолей ЦНС (ВОЗ, 1979) сохранено разделение аденом гипофиза на основании их гистологических особенностей:
- хромофобную,
- ацидофильную (эозинофильную),
- базофильную,
- смешанную ацидобазофильную и
- аденокарциному.

По мере накопления данных о несоответствии клинико-морфологических параллелей (ацидофильные — акромегалия, базофильные — гиперкортицизм, хромофобные — не обладающие гормональной активностью) возникли новые классификации. Например, по классификации С. Ю. Касумовой и соавт. (1982), выделяют гормонально-активные, гормонально-неактивные и злокачественные аденомы гипофиза:
К гормонально-активным опухолям относятся:
- СТГ-секретирующая (соматотропинома),
- пролактин-секретирующая (пролактинома),
- АКТГ-секретирующая (кортикотропинома),
- ТТГ-секретирующая (тиреотропинома),
- ФСГ/ЛГ-секретирующая (гонадотропинома).

Если опухоль секретирует два и более гормона, её называют смешанная аденома.
К гормонально-неактивным относятся:
- хромофобная аденома гипофиза и
- онкоцитома.

Злокачественные аденомы встречаются крайне редко, характеризуются быстро нарастающими симптомами гипопитуитаризма, зрительными и неврологическими расстройствами.
Подразделение аденом проходило  таким образом. Были ацидофильные, которые сопровождались повышенным производством соматотропного гормона (СТГ). Также были базофильные, продуцирующие АКТГ,  хромофобные, не нарушающие синтез гормонов,  и смешанные. Однако данная классификация не отвечала современным требованиям и имела много белых пятен. Поэтому в 1995 году E.?Horvath и K.?Kovacs предложили классификацию с учётом частоты встречаемости аденом гипофиза различных типов. Так аденомы стали подразделяться на соматотрофную, кортикотрофную, тиротрофную, маммосоматотрофную, немую, плюригормональную и др.
Посему аденомой гипофиза называется опухоль гипофиза доброкачественного течения, которая растёт из клеток передней и средней доли железы. Данное новообразование локализуется в области турецкого седла, что в клиновидной кости у основания черепа.
Аденома гипофиза это не одно заболевание. Этот термин включает в себя большое количество патологий, различающихся по месту расположения, клиническим проявлениям. Подобно иным опухолям аденомы различаются по способу роста, по размерам, гистологическим характеристикам, активности, выделяемых гормонов. Классификация аденом гипофиза в своём современном варианте основывается на соотношении концентрации гормонов в крови и клинической картиной. По ещё одной классификации аденомы гипофиза делят на гормонально-активные и гормонально-неактивные. Те аденомы, которые не проявляются клинически, называют гормонально-неактивными.

Классифицируют аденомы и по направленности роста. Рост определяется по отношению к турецкому седлу. На ранних этапах возникают эндоселлярные, то есть те, которые растут в полости седла. По мере роста происходит распространение опухоли ниже с достижением клиновидной пазухи, что переводит опухоль в вид инфраселлярного новообразования. При росте вверх формируется супраселлярная опухоль, кзади – ретроселлярная, в стороны – латеральная, кпереди – антеселлярная. Если опухоль растёт в нескольких направления, её название формируется из названий тех направлений, по которым наблюдается её рост. По размерам различают микроаденомы и макроаденомы.

## Диагностика

#### Магнитно-резонансная томография
МРТ является основным методом визуализации аденом гипофиза. У МРТ с КУ чувствительность достигает 90%. Постконтрастные изображения и особенно изображения после динамического КУ являются неотъемлемой частью протокола МР-исследования гипофиза и значительно повышают диагностическую точность. Однако иногда морфологические изменения могут быть видны и на бесконстрастных изображениях. К ним относятся изменение железы со стороны аденомы, истончение и ремоделирование нижней стенки турецкого седла, а также отклонение воронки гипофиза от аденомы . 
- на Т1 аденомы обычно изоинтенсивны по отношению к гипофизу;
- Т1-КУ:
  - на динамических последовательностях - округлая область сниженного усиления по сравнению с остальной частью железы;
  - на отсроченных изображениях картина варьирует от гипоусиления (наиболее распространенный вариант) до изоинтенсивности по сравнению с остальной частью железы, до гиперинтенсивности.

- Т2 – картина различная, однако в общем – небольшая гиперинтенсивность.

Очень важно помнить следующий факт при МР-исследовании гипофиза: достаточно распространены небольшие инциденталомы гипофиза, причем примерно в 2-30% случаев при аутопсии выявляются небольшие бессимптомные микроаденомы. 

## Лечение аденомы гипофиза
Для лечения аденомы используются различные методики, выбор которых зависит от размеров новообразования и характера гормональной активности. На сегодняшний день применяются такие подходы:
- Наблюдение. При опухолях гипофиза, которые имеют небольшие размеры и являются гормонально-неактивными, врачи выбирают выжидательную тактику. Если образование увеличивается, то назначается соответствующее лечение. Если же аденома не влияет на состояние пациента, то продолжается наблюдение.

- Медикаментозная терапия. Показана лицам с пролактиномой или соматропиномой. Назначаются препараты, блокирующие избыточную выработку гормонов, вследствие чего нормализуется гормональный фон, восстанавливается физическое и психологическое состояние пациента.

- Радиохирургическое лечение. Это современный и высокоэффективный метод лучевой терапии, основанный на разрушении опухоли радиацией, без проведения хирургических манипуляций[4].

- Операция. Хирургическое удаление аденомы гипофиза – это наиболее эффективный, но в то же время травматичный способ терапии. Специалисты владеют двумя вариантами доступа: через носовые ходы и путём вскрытия полости черепа. Первый доступ более предпочтителен, но используется только при аденомах небольшого размера.

Часто для лечения аденомы гипофиза требуется совместить несколько из этих методик для достижения необходимого результата.

## Гистологическая картина
- Хромофобная (гормонально-неактивная аденома гипофиза
- Базофильная аденома гипофиза
- Ацидофильная (эозинофильная) аденома гипофиза